# Аддис-Алем (Оромия)
Адди́с-Але́м (амх. አዲስ ዓለም) — город в центральной части Эфиопии, в регионе Оромия. Расположен в зоне Мираб-Шева, к западу от Аддис-Абебы, на высоте 2177 м над уровнем моря.
Население по данным Центрального статистического агентства на 2005 год составляет 13 423 человека, из них 6420 мужчин и 7003 женщины. По данным переписи 1994 года население города насчитывало 7516 человек (3482 мужчины и 4034 женщины).
Город был основан Менеликом II в 1900 году как новая столица Эфиопии. В городе расположена базилика Святой Марии. Прилегающий к ней музей сгорел в 1997 году, однако впоследствии он был восстановлен.